# XXVe gouvernement de la République (Espagne)
Seconde République espagnole
Caballero II Negrín II
Le XXVe gouvernement de la République (XXVe Gobierno de la Republica) est le gouvernement de la République espagnole en fonction du 17 mai 1937 au 5 avril 1938, durant la Guerre Civile.

## Composition
| Portefeuille                                                | Titulaires | Titulaires                            | Parti |
| ----------------------------------------------------------- | ---------- | ------------------------------------- | ----- |
| Président du Conseil Ministre de l'Économie et des Finances |            | Juan Negrín                           | PSOE  |
| Ministre d'Etat                                             |            | José Giral                            | IR    |
| Ministre du Gouvernement                                    |            | Julián Zugazagoitia                   | PSOE  |
| Ministre de la Justice                                      |            | Manuel de Irujo (jusqu'au 11/12/1937) | PNV   |
| Ministre de la Justice                                      |            | Mariano Ansó                          | IR    |
| Ministère de l'Agriculture                                  |            | Vicente Uribe                         | PCE   |
| Ministre de l'Instruction Publique et de la Santé           |            | Jesús Hernández Tomás                 | PCE   |
| Ministre de la Défense                                      |            | Indalecio Prieto                      | PSOE  |
| Ministre des Travaux publics et des Communications          |            | Bernardo Giner de los Ríos            | UR    |
| Ministère du Travail et du Bien-être social                 |            | Jaume Aiguadé Miró                    | ERC   |